# Cupertino
Cupertino é uma cidade localizada no estado americano da Califórnia, no Condado de Santa Clara. Foi incorporada em 10 de outubro de 1955.
É conhecida por ser uma das cidades que fazem parte do chamado "Vale do Silício", sediando mais de 60 empresas de alta-tecnologia, como Apple, Hewlett-Packard, IBM, Sun Microsystems, Symantec, Foursys e Borland. Apesar disso, a produção local é mínima; a maioria dessas instalações servem de base apenas para a gerência e planejamento de produtos.
Em 2012, a revista Money nomeou Cupertino como uma "das melhores pequenas cidades norte-americanas" para viver, ficando na posição 27, o segundo lugar no estado da Califórnia.

## Geografia
De acordo com o United States Census Bureau, a cidade tem uma área de 29,2 km², onde todos os 29,2 km² estão cobertos por terra.

### Localidades na vizinhança
O diagrama seguinte representa as localidades num raio de 16 km ao redor de Cupertino. 

## Demografia
Segundo o censo nacional de 2010, a sua população é de 58 302 habitantes e sua densidade populacional é de 1 999,16 hab/km². Possui 21 027 residências, que resulta em uma densidade de 721,01 residências/km².